# Marenzelleria viridis
Marenzelleria viridis är en ringmaskart som först beskrevs av Addison Emery Verrill 1873.  Marenzelleria viridis ingår i släktet Marenzelleria och familjen Spionidae. Arten är reproducerande i Sverige. Inga underarter finns listade i Catalogue of Life.

## Bildgalleri

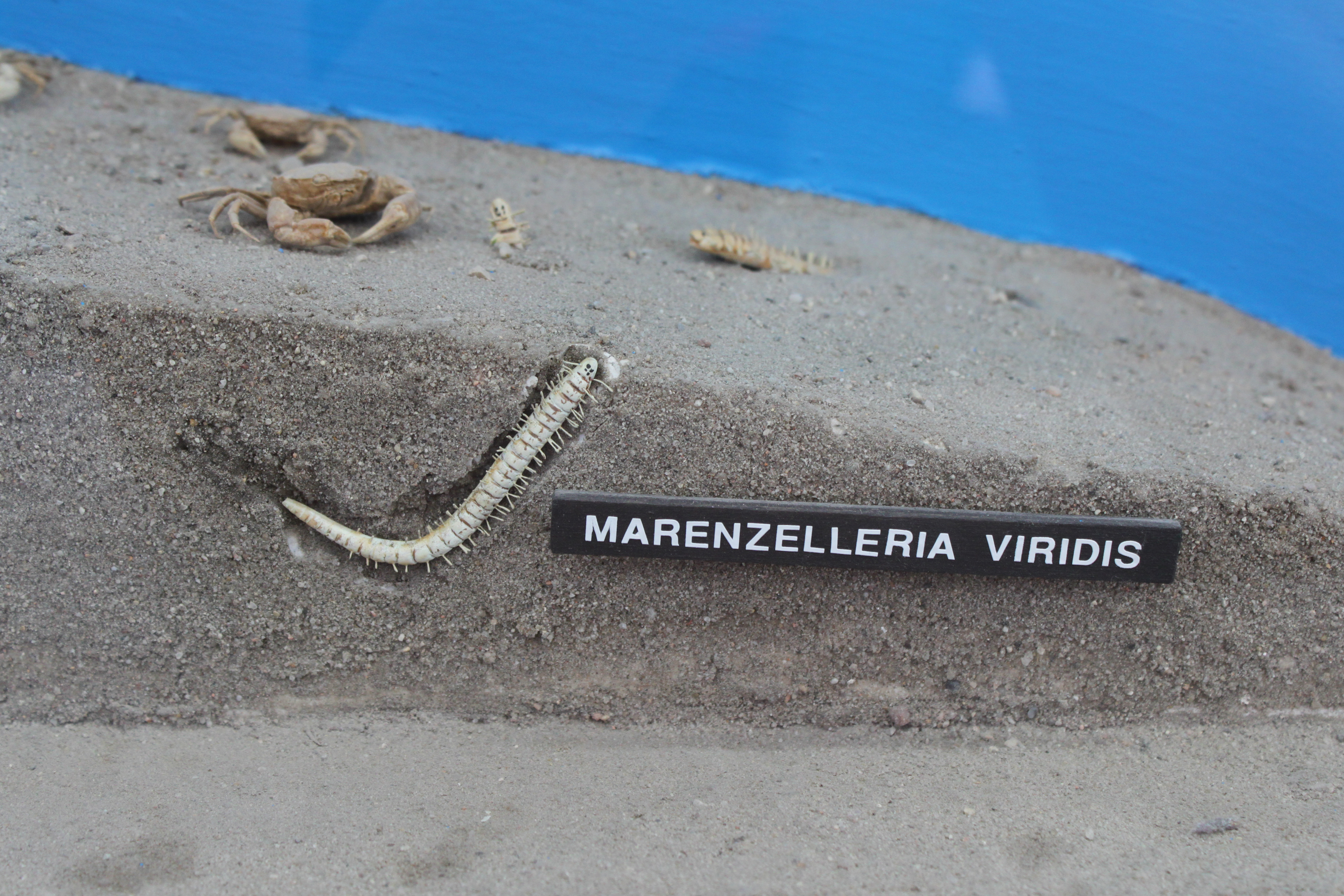